# Narodni park Dovrefjell-Sunndalsfjella
Narodni park Dovrefjell–Sunndalsfjella (norveško Dovrefjell-Sunndalsfjella nasjonalpark) je narodni park na Norveškem. Ustanovljen je bil leta 2002, da bi nadomestil in povečal nekdanji narodni park Dovrefjell, ki je bil ustanovljen leta 1974. Park zavzema 1693 kvadratnih kilometrov in obsega območja v treh norveških okrožij: Innlandet, Trøndelag in Møre og Romsdal ter vključuje velike dele gorovja Dovrefjell skupaj z gorovjem Sunndalsfjella. Skupaj z narodnim parkom obstaja osem krajinskih zavarovanih območij in dve biotopski zavarovani območji, ki sta bili vzpostavljeni ob parku leta 2002 in obsegata skupno zavarovano območje 4366 kvadratnih kilometrov. Sam park leži znotraj občin Dovre in Lesja (v okrožju Innlandet), občine Oppdal (v okrožju Trøndelag) ter občin Sunndal in Molde (v okrožju Møre og Romsdal).

## Ekologija
Narodni park je bil ustanovljen za:

- ohraniti veliko, neprekinjeno in v bistvu nedotaknjeno gorsko območje,
- ohraniti alpski ekosistem z njegovo naravno biotsko raznovrstnostjo,
- ohranitev pomembnega dela območja staleža divjih severnih jelenov v Snøhetti in Knutshøju,
- varovati raznolikost habitatov,
- ohraniti morfologijo krajine in njene značilne geološke usedline,
- varovati kulturno dediščino.

Javnost ima dostop do doživljanja narave skozi izvajanje tradicionalnega in preprostega življenja na prostem, s tehnično infrastrukturo, vzpostavljeno le v zelo skromnem obsegu.

Na kratko: ohraniti nedotaknjen alpski ekosistem z avtohtonimi divjimi severnimi jeleni. Skupaj s severnimi jeleni v narodnem parku Rondane zadnja preostala populacija divjih fenoskandijskih severnih jelenov možnega izvora iz Beringije (drugi divji norveški severni jeleni so evropskega izvora in so se v različnem obsegu križali z udomačenimi severnimi jeleni), rosomah in različne velike ptice, kot sta planinski orel in Arktični sokol ter nedavno (1947) uvoženo (in potencialno nevarno) moškatno govedo. Polarna lisica je bila pogosta pred stotimi leti, okoli leta 1900 se je postopoma zmanjševala in okoli leta 1990 na tem območju izumrla. Program ponovne naselitve od leta 2010 dalje je bil doslej uspešen.
Nekateri primeri rastlinskega sveta segajo pred zadnjo ledeno dobo. Na tem območju je veliko endemitov.
Čeprav gre za surovo okolje, gore poleti omogočajo spektakularno pohodništvo in pozimi smučanje. Najvišja gora v parku je 2286 metrov Snøhetta. Zaradi precej dolgih poti med kočami večinoma brez osebja, velikih območij brez koč in poti ter ostrih in nestabilnih vremenskih razmer je to območje priporočljivo le za izkušene in dobro opremljene pohodnike.
Neprekosljiva naravna znamenitost na Norveškem je 156 metrov visok slap v Åmotan(62°30′36.14″N 9°03′32.26″E / 62.5100389°N 9.0589611°E). Je ob cesti 70 med Oppdalom in Sunndalsøro na severni meji zaščitenega krajinskega območja Åmotan-Grøvudalen, na severnem robu narodnega parka Dovrefjell–Sunndalsfjella.

## Uprava
Park je razdeljen na večji zahodni del in manjši vzhodni del z evropsko potjo E6, vzporedno z glavno železnico med Oslom in Trondheimom. Skupaj zavarovano območje obsega 4365 kvadratnih kilometrov in vključuje tudi območja v okrožju Hedmark poleg treh narodnih parkov.
Park, njegovih pet sosednjih varstvenih območij krajine in dve biotsko zaščiteni območji upravlja upravni odbor narodnega parka Dovrefjell. To je vladni odbor: člani so iz istih osmih občin in štirih okrajev kot nekdanji svet Dovrefjell. Predlagajo jih te občine in župnije, imenuje pa jih ministrstvo za okolje. Člani so večinoma iste osebe (lokalni župani) kot v svetu Dovrefjell in še vedno se lahko šteje, da se narodni park Dovrefjell–Sunndalsfjella upravlja lokalno.
Prejšnji model upravljanja iz julija 2003 je bil preizkus, ki naj bi trajal do julija 2007. Končna odločitev o modelu stalnega upravljanja je bila sprejeta avgusta 2010, novi upravni odbor pa je bil uradno ustanovljen 4. januarja 2011. Svet Dovrefjell je bil ukinjen leta 2011, spletna stran pa zaprta.
Od leta 2007 do 2011 je svet Dovrefjell upravljal narodni park in koordiniral upravljanje drugih območij. Svet je sestavljalo osem sodelujočih občin in štiri okraji, s političnimi predstavniki, običajno župani, ki so jih volili člani. Z varstvenimi območji, razen narodnega parka, upravljajo občina ali občine (nekatera ZO obsegajo več kot eno občino). Odgovornost sveta za usklajevanje regionalnega načrtovanja in razvoja družbe, predvsem prek Evropske listine o trajnostnem turizmu zveze EUROPARC, se zdaj prenaša na nov upravni odbor.